# Toccara Jones

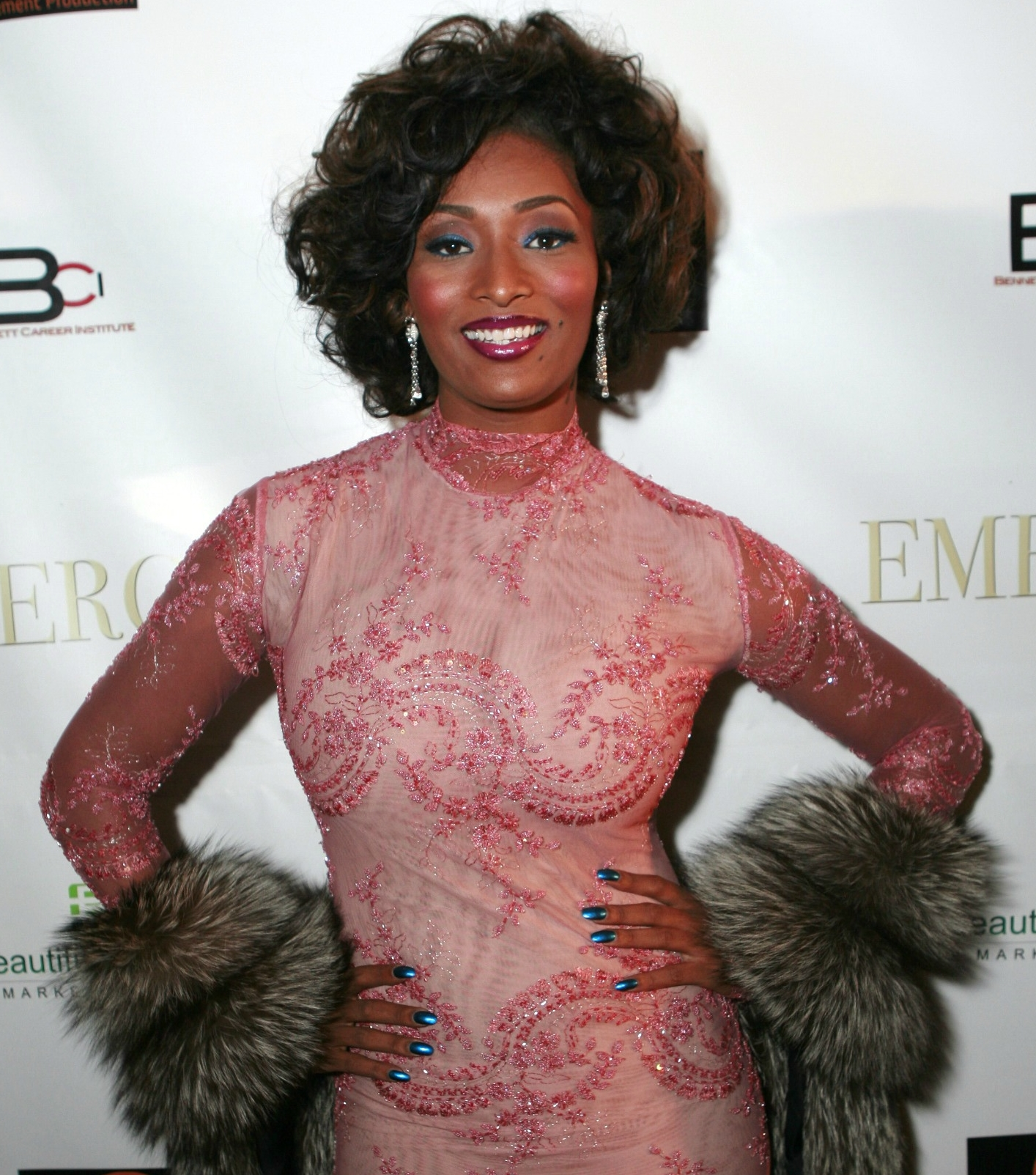
Toccara Jones

Toccara Elaine Jones, född 13 mars 1981 i Dayton, Ohio, är en amerikansk fotomodell som deltog i den tredje säsongen av America's Next Top Model. Hon har jobbat för Wilhelmina Models, och varit på omslaget till magasin som  Black Men Magazine, King, och Plus Model Magazine.